# Vegetação da Argentina

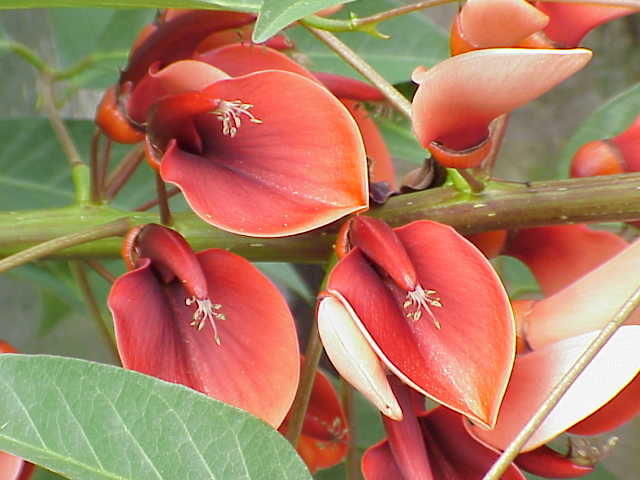
A corticeira é a flor-símbolo da Argentina e Uruguai

A vegetação da Argentina é muito rica e diversificada com destaque para a fauna da região, ambos aspectos naturais diretamente determinados pelas correspondentes diferenças de clima, solo e outras condições materiais. No norte da Mesopotâmia argentina, quente e úmido, predominam as matas subtropicais, em que se identificam espécies como o cedro, o ipê, a erva-mate, o pinheiro, as longas samambaias, bambus e cipós. Junto ao leito dos rios, essa vegetação se estende até a parte sul da planície mesopotâmica.
No Chaco, a paisagem mais constante é parecida com a do cerrado brasileiro, coberta de gramíneas e palmeiras esparsas. Destaca-se na parte mais chuvosa ou junto aos rios a ocorrência de quebracho, o principal item da exploração florestal do país, e outras madeiras úteis, como lapacho e urundaí. Áreas desérticas e semidesérticas encontram-se nos Andes, na Patagônia extra-andina e a sudoeste do Chaco. Paraíso das gramíneas, a região dos Pampas quase não tem árvores. No leste mais seco, chega a abrigar plantas especialmente adaptadas à aridez, compondo às vezes um matagal arbustivo intermitente.